# Водные пути Франции
«Водные пути Франции» (фр. Voies Navigables de France, VNF) — французская национальная организация, регулирующая большинство внутренних водных путей страны и сопутствующую инфраструктуру: бечевники, доки, порты, марины, шлюзы и так далее. Основана в 1990 году, и к 1993 году получила управление над внутренними водными путями страны.
Сеть естественных и искусственных водных путей Франции — крупнейшая в Европе. Общая длина водных путей превышает 8500 км, из которых VNF управляет примерно 6700 км, в которые входят 3800 км каналов, 2900 км судоходных рек, 494 плотины, 1595 шлюзов, 74 акведука, 65 водохранилищ, 35 туннелей и территории площадью 800 км². Примерно 20% сети способны принять суда свыше 1000 тонн (класс IV и выше по евроклассификации). VNF проводит работы по расширению и углублению остальных путей.
Есть два водных пути, которые не управляются VNF: судоходные части реки Соммы с каналом Нант — Брест, которые находятся под местным управлением, а также река Ло в Аквитании.